# Kenneth L. Pike
Kenneth L. Pike, all'anagrafe Kenneth Lee Pike (Woodstock, 9 giugno 1912 – Dallas, 31 dicembre 2000), è stato un linguista, antropologo e glottoteta statunitense.

## Biografia
Fu membro dell'Accademia nazionale delle scienze, fondatore della teoria di tagmemics e coniatore dei termini emico ed etico.
È autore di un fondamentale trattato di fonetica, Phonetics (1943), nel quale, tra l'altro, ha coniato i termini di vocoide e contoide.
Dal 1947 al 1979 fu il primo presidente della SIL International.
All'inizio del 1957, ha anche sviluppato la lingua artificiale Kalaba-X per l'insegnamento della teoria e della pratica della traduzione.

## Opere
- (EN)  Phonetics: a critical analysis of phonetic theory and a technic for the practical description of sounds, Ann Arbor, University of Michigan Press, 1943.
- (EN)  Language in relation to a unified theory of the structure of human behavior, preliminary edition, Glendale, CA, Summer Institute of Linguistics, 1954 (seconda edizione Berlino, Walter de Gruyter, 1967)